# Ropica postnigromaculata
Ropica postnigromaculata là một loài bọ cánh cứng trong họ Cerambycidae.